# Hărău (gmina)
Hărău – gmina w Rumunii, w okręgu Hunedoara. Obejmuje miejscowości Banpotoc, Bârsău, Chimindia i Hărău. W 2011 roku liczyła 1492 mieszkańców.